# Kassim Abdallah
Kassim Abdallah (em Árabe, قاسم عبد الله) (Marselha, 9 de abril de 1987) é um futebolista comorense que atua como zagueiro e atualmente joga pelo Al-Raed da Arábia Saudita.
Abdallah teve passagens por equipes francesas como Sedan, Évian, Marselle e Ajaccio.
Kassim nasceu na França, mas possui ascendência de Comores, defendendo desde 2007 a Seleção Comorense de Futebol.